# Molí Vell (la Molsosa)
El Molí Vell és una obra de la Molsosa (Solsonès) inclosa a l'Inventari del Patrimoni Arquitectònic de Catalunya.

## Descripció
Es veuen clarament dos tipus de construcció. La més antiga és documentada l'any 1726 i es coberta per una volta de canó. En el mateix lloc hi ha part del muntatge de les moles. La part més nova possiblement és del segle xviii. A frec de camí s'hi veu el desguàs i pel darrere la bassa daifua amb el seu rodó.